# Akhtar Hameed Khan
Akhtar Hameed Khan (en ourdou : اختر حمید خان) est un chercheur pakistanais en sciences sociales né le 15 juillet 1914 à Agra et mort le 9 octobre 1999 à Indianapolis. Il est surtout connu pour ses travaux de développement rural au Bengale oriental et au Pakistan de manière générale, et a obtenu une notoriété internationale. 
Après avoir fait ses études et une carrière universitaire en Inde, Akhtar Hameed Khan émigre au Pakistan en 1950 où il crée en 1959 à Comilla la première Académie de développement rural du Pakistan. Il quitte le Pakistan oriental peu avant son indépendance pour devenir le Bangladesh en 1971. Durant les années 1980, il continue ensuite ses travaux à Karachi en faveur du développement urbain. 

## Jeunesse et éducation
Akhtar Hameed Khan est né le 15 juillet 1914 à Agra, dans les Provinces unies d'Agra et d'Oudh, alors sous domination coloniale du Raj britannique, d'un père inspecteur de police et d'une mère qui l'introduit à la poésie, notamment celle de Mohamed Iqbal. Après avoir terminé ses études secondaires en 1930, il entame un cursus universitaire au Meerut College puis à l'université d'Agra où il étudie l'histoire et la littérature anglaise. Il obtient un baccalauréat universitaire ès lettres en 1932 puis une maitrise en 1934.
Après avoir brièvement été professeur d'université au Meerut College, il intègre l'Indian Civil Service en 1936. C'est à ce titre qu'il devient professeur au Magdalene College de l'université de Cambridge, où il se lie d'amitié avec Choudhary Rahmat Ali. Il travaille ensuite en tant que percepteur au Bengale oriental, où il est marqué par la famine de 1943. Il démissionne de la fonction publique en 1945. Jusqu'en 1947, il travaille dans une ferme près d'Aligarh avant de redevenir professeur d'université à Dehli jusqu'en 1950.

## Travaux

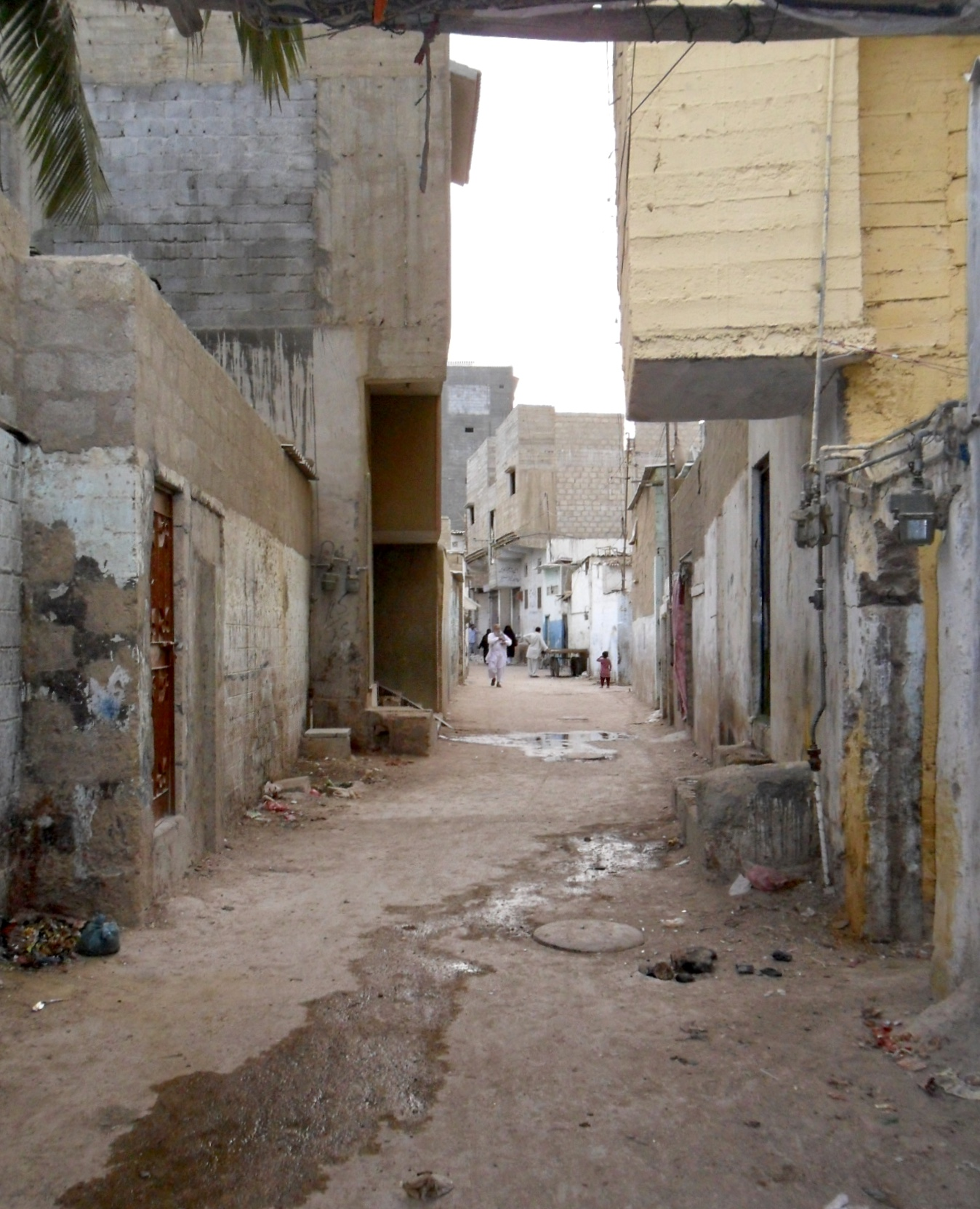
Quartier Orangi Town de Karachi.

En 1950, Akhtar Hameed Khan émigre au Pakistan, trois ans après la création du pays. Il rejoint ensuite la province du Bengale oriental où il est nommé principal du Victoria College de Comilla, poste qu'il occupe jusqu'en 1958. S'intéressant à la problématique du développement rural, il suit une formation à ce sujet à l'Université d'État du Michigan. En 1959, il fonde et devient le premier directeur de l'Académie de développement rural du Pakistan à Comilla, devenue Académie de développement rural du Bangladesh après l'indépendance du pays en 1971. Il met en place un programme qui deviendra connu sous le nom modèle Comilla, visant à organiser les professions rurales semblables en coopératives pour partager les ressources et outils de production, en plus du développement des microcrédits.
Alors que les volontés autonomistes des Bengalis dégénèrent en guerre civile, Akhtar Hameed Khan quitte la région et rejoint le Pakistan occidental avant l'indépendance du Bangladesh en 1971. Il poursuit alors ses travaux de développement rural dans le pays, notamment à l'Académie de Peshawar. Il part ensuite à l'étranger pour conseiller les gouvernements à ce sujet, notamment en Indonésie en 1974 puis au Bangladesh en 1978. 
De retour au Pakistan, il met en place le Orangi Pilot Project à Karachi en 1980, qui vise à développer le quartier Orangi Town. Surtout financé par des ONG, le programme aide les habitants à construire ou rénover leur maison et à créer des systèmes d'assainissement des eaux usées. Salué par le Conseil économique et social des Nations unies en 2003 pour ses réalisations, le programme a connecté près d'un million d'habitants au réseau de traitements des eaux. Le 9 octobre 1999, alors qu'il rend visite à sa famille, il meurt à l'âge de 85 ans à Indianapolis.

## Récompenses
En 1961, le gouvernement pakistanais octroie le Sitara-e-Pakistan à Akhtar Hameed Khan, la troisième plus importante récompense civile, pour ses travaux de développement rural au Bengale oriental. En 1963, il reçoit le prix Ramon-Magsaysay des Philippines, pour les mêmes raisons. L'année suivante, l'Université d'État du Michigan lui attribue un doctorat honorifique. 
En 2001, il reçoit le Nishan-e-Imtiaz du gouvernement pakistanais à titre posthume sur décision du président Pervez Musharraf, puis en 2004 il se voit attribuer le prix Jinnah de la Jinnah Society pour ses efforts de développement à Karachi. En 2005, un prix portant son nom est créé pour récompenser un livre pakistanais portant sur la paix, la pauvreté, le développement rural ou les inégalités de genre.